# Podabrocephalus sinuaticollis
Podabrocephalus sinuaticollis är en skalbaggsart som beskrevs av Maurice Pic 1930.
Podabrocephalus sinuaticollis ingår i släktet Podabrocephalus och familjen långhorningar. Inga underarter finns listade i Catalogue of Life.